# Vlašim
Vlašim (pronunție în cehă [ˈvlaʃɪm], în germană Wlaschim) este o comună și un oraș în districtul Benešov din regiunea Boemia Centrală din Cehia. Are o populație de aproximativ 11.000 de locuitori.
Vlašim este cel mai cunoscut pentru Castelul Vlašim și grădina sa englezească.

## Diviziuni administrative
Vlašim este alcătuit din șapte diviziuni administrative (populația este între paranteze conform recensământului din 2021):
- Vlašim (9.990)
- Bolina (408)
- Domašín (618)
- Hrazená Lhota (57)
- Nesperská Lhota (80)
- Polánka (28)
- Znosim (103)

## Etimologie
Numele său este derivat din prenumele personal Vlašim, care are sensul de „(al lui) Vlašim”.

## Geografie
Vlašim se află la aproximativ 17 kilometri (11 mi) sud-est de Benešov și la 45 kilometri (28 mi)  sud-est de Praga. Se găsește în Munții Vlašim. Cel mai înalt punct al comunei se află la 528 metri (1.732 ft) deasupra nivelului mării. Râul (Vlašimská) Blanice (afluent de stânga al râului Sázava) curge prin oraș.

### Climă
Clima din Vlašim este clasificată ca o climă continentală umedă (clasificare Köppen: Cfb; Trewartha: Dobk). Temperatura medie anuală este 9,6 °C (49,3 °F), cea mai fierbinte lună este august cu 19,4 °C (66,9 °F), iar cea mai rece lună este ianuarie cu 0,0 °C (32,0 °F). Precipitațiile anuale sunt de 545,8 millimetrui (21,49 in), dintre care cea mai ploioasă este luna mai cu 76,5 millimetrui (3,01 in), în timp ce februarie este cea mai secetoasă lună, cu doar 25,5 millimetrui (1,00 in). Temperatura extremă pe tot parcursul anului a variat de la −35,0 °C (−31,0 °F) pe 10 februarie 1956 la 39,1 °C (102,4 °F) pe 13 august 1935.
| Date climatice pentru Vlašim, normale 1991–2020, extreme 1935–prezent | Date climatice pentru Vlašim, normale 1991–2020, extreme 1935–prezent | Date climatice pentru Vlašim, normale 1991–2020, extreme 1935–prezent | Date climatice pentru Vlašim, normale 1991–2020, extreme 1935–prezent | Date climatice pentru Vlašim, normale 1991–2020, extreme 1935–prezent | Date climatice pentru Vlašim, normale 1991–2020, extreme 1935–prezent | Date climatice pentru Vlašim, normale 1991–2020, extreme 1935–prezent | Date climatice pentru Vlašim, normale 1991–2020, extreme 1935–prezent | Date climatice pentru Vlašim, normale 1991–2020, extreme 1935–prezent | Date climatice pentru Vlašim, normale 1991–2020, extreme 1935–prezent | Date climatice pentru Vlašim, normale 1991–2020, extreme 1935–prezent | Date climatice pentru Vlašim, normale 1991–2020, extreme 1935–prezent | Date climatice pentru Vlašim, normale 1991–2020, extreme 1935–prezent | Date climatice pentru Vlašim, normale 1991–2020, extreme 1935–prezent |
| Luna                                                                  | Ian                                                                   | Feb                                                                   | Mar                                                                   | Apr                                                                   | Mai                                                                   | Iun                                                                   | Iul                                                                   | Aug                                                                   | Sep                                                                   | Oct                                                                   | Nov                                                                   | Dec                                                                   | Anual                                                                 |
| --------------------------------------------------------------------- | --------------------------------------------------------------------- | --------------------------------------------------------------------- | --------------------------------------------------------------------- | --------------------------------------------------------------------- | --------------------------------------------------------------------- | --------------------------------------------------------------------- | --------------------------------------------------------------------- | --------------------------------------------------------------------- | --------------------------------------------------------------------- | --------------------------------------------------------------------- | --------------------------------------------------------------------- | --------------------------------------------------------------------- | --------------------------------------------------------------------- |
| Maxima medie °C (°F)                                                  | 2.9 (37,2)                                                            | 5.6 (42,1)                                                            | 9.8 (49,6)                                                            | 15.6 (60,1)                                                           | 18.7 (65,7)                                                           | 23.7 (74,7)                                                           | 26.5 (79,7)                                                           | 26.3 (79,3)                                                           | 20.4 (68,7)                                                           | 14.0 (57,2)                                                           | 8.1 (46,6)                                                            | 4.7 (40,5)                                                            | 14,7 (58,5)                                                           |
| Media zilnică °C (°F)                                                 | 0.0 (32)                                                              | 1.7 (35,1)                                                            | 4.6 (40,3)                                                            | 9.1 (48,4)                                                            | 12.7 (54,9)                                                           | 17.3 (63,1)                                                           | 19.2 (66,6)                                                           | 19.4 (66,9)                                                           | 14.2 (57,6)                                                           | 9.3 (48,7)                                                            | 4.9 (40,8)                                                            | 2.2 (36)                                                              | 9,6 (49,3)                                                            |
| Minima medie °C (°F)                                                  | −2.9 (26,8)                                                           | −1.9 (28,6)                                                           | 0.2 (32,4)                                                            | 3.1 (37,6)                                                            | 6.7 (44,1)                                                            | 11.1 (52)                                                             | 12.5 (54,5)                                                           | 12.9 (55,2)                                                           | 9.1 (48,4)                                                            | 5.4 (41,7)                                                            | 1.9 (35,4)                                                            | −0.4 (31,3)                                                           | 4,8 (40,6)                                                            |
| Minima istorică °C (°F)                                               | −31.8 (−25.2)                                                         | −35 (−31.0)                                                           | −22 (−7.6)                                                            | −7.2 (19)                                                             | −3.6 (25,5)                                                           | 1.2 (34,2)                                                            | 2.4 (36,3)                                                            | 1.1 (34)                                                              | −4.5 (23,9)                                                           | −13 (8,6)                                                             | −21.1 (−6.0)                                                          | −24.6 (−12.3)                                                         | −35 (−31,0)                                                           |
| Precipitații mm (inches)                                              | 30.7 (1.209)                                                          | 25.5 (1.004)                                                          | 35.8 (1.409)                                                          | 32.0 (1.26)                                                           | 76.5 (3.012)                                                          | 57.6 (2.268)                                                          | 61.1 (2.406)                                                          | 61.8 (2.433)                                                          | 48.7 (1.917)                                                          | 54.7 (2.154)                                                          | 31.5 (1.24)                                                           | 29.8 (1.173)                                                          | 545,8 (21,488)                                                        |
| Umiditate [%]                                                         | 84.4                                                                  | 78.2                                                                  | 74.5                                                                  | 69.0                                                                  | 73.3                                                                  | 71.2                                                                  | 65.6                                                                  | 67.1                                                                  | 75.8                                                                  | 84.2                                                                  | 87.0                                                                  | 84.7                                                                  | 76,3                                                                  |
| Ore însorite                                                          | 56.5                                                                  | 88.2                                                                  | 135.7                                                                 | 203.5                                                                 | 205.0                                                                 | 232.2                                                                 | 238.6                                                                 | 229.0                                                                 | 169.6                                                                 | 101.8                                                                 | 61.9                                                                  | 50.2                                                                  | 1.772,2                                                               |
| Sursă: Czech Hydrometeorological Institute                            |                                                                       |                                                                       |                                                                       |                                                                       |                                                                       |                                                                       |                                                                       |                                                                       |                                                                       |                                                                       |                                                                       |                                                                       |                                                                       |

## Istorie

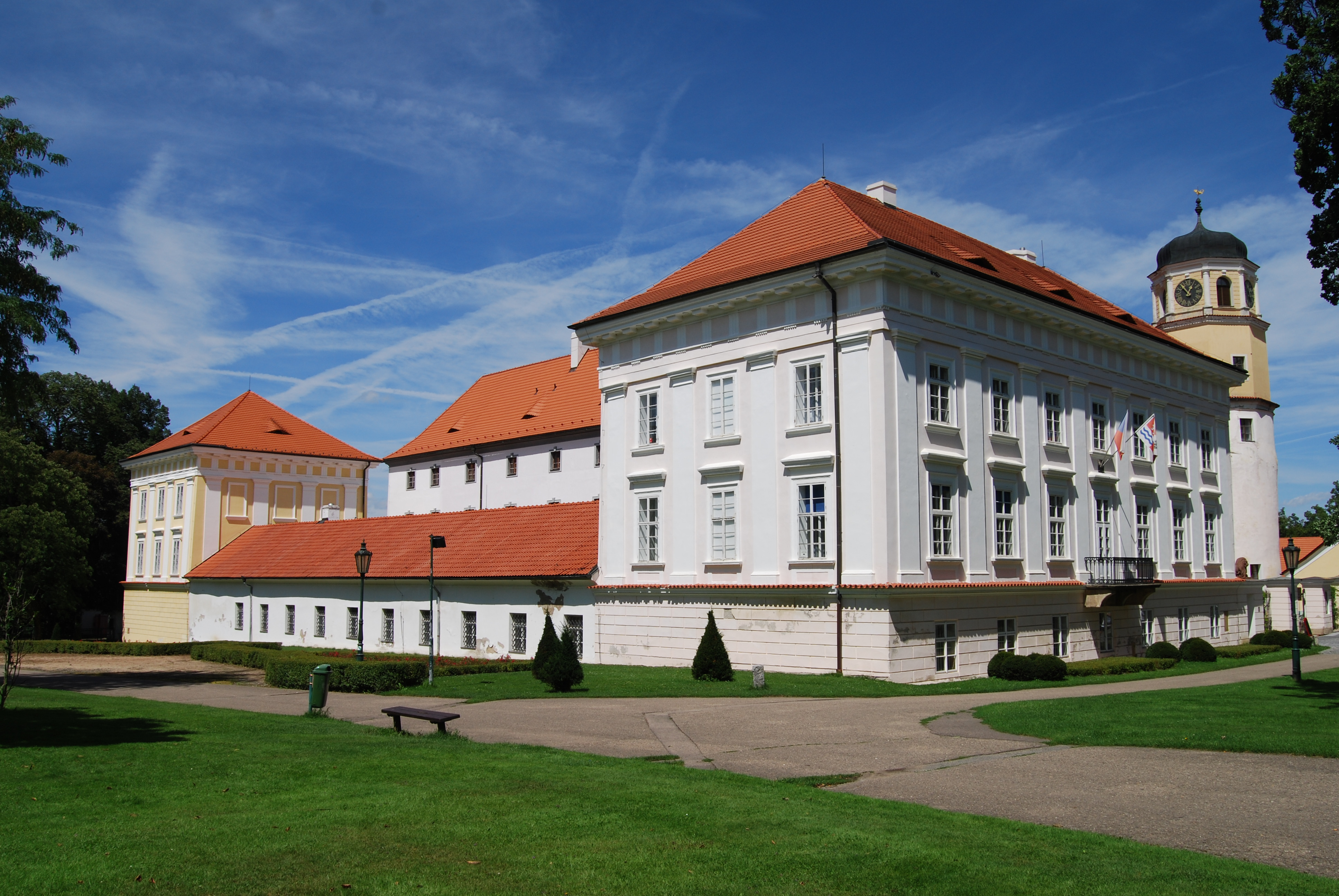
Castelul Vlašim

Castelul Vlašim a fost construit probabil în anul 1303 de o familie locală de nobili, care a început să se numească singură ca familia Vlašim.
Prima mențiune scrisă a castelului și, prin urmare, a lui Vlašim datează din anul 1318. După familia Vlašim, orașul a fost deținut de familia Trčka din Lípa și ulterior de familia Ostrovec⁠(d). După Bătălia de la Muntele Alb din 1620, proprietățile familiei Ostrovec au fost confiscate, iar Vlašim a fost cumpărat de familia Talmberk⁠(d) în 1622. Familia a deținut orașul până în 1744. Din 1744 până la sfârșitul celui de-Al Doilea Război Mondial, moșia Vlašim a fost deținută de familia Auersperg⁠(d).

## Economie
Cea mai importantă companie industrială din Vlašim este Sellier & Bellot⁠(d), care produce muniție. Compania are peste 1.500 de angajați.

## Transporturi
Nu există drumuri principale care să treacă prin oraș.
Vlašim se află pe linia de cale ferată Benešov – Trhový Štěpánov⁠(d).
În partea de nord a teritoriului comunei Vlašim se află un mic aeroport, care este deschis traficului public național.

## Cultură

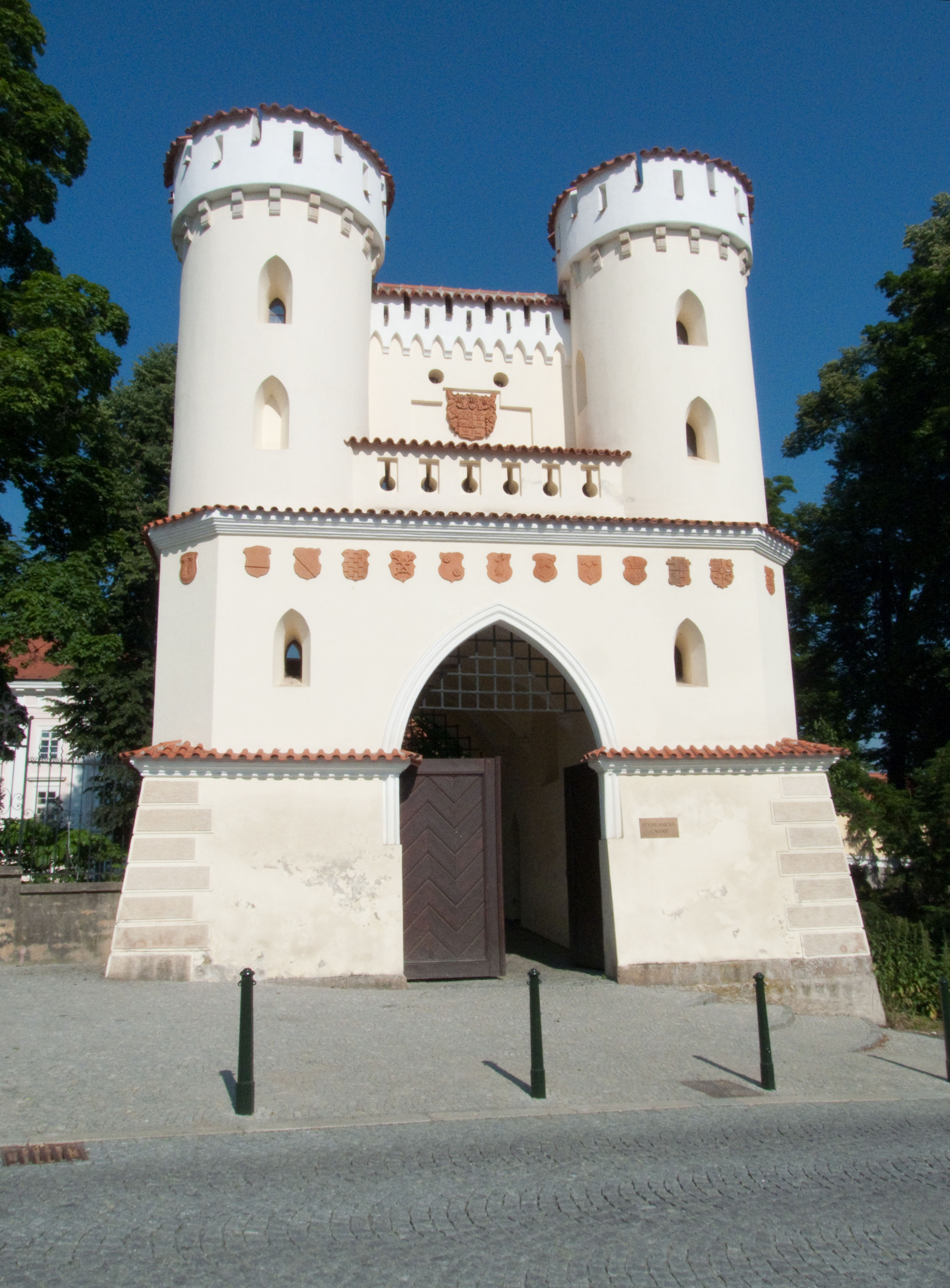
Poarta castelului Vlašim

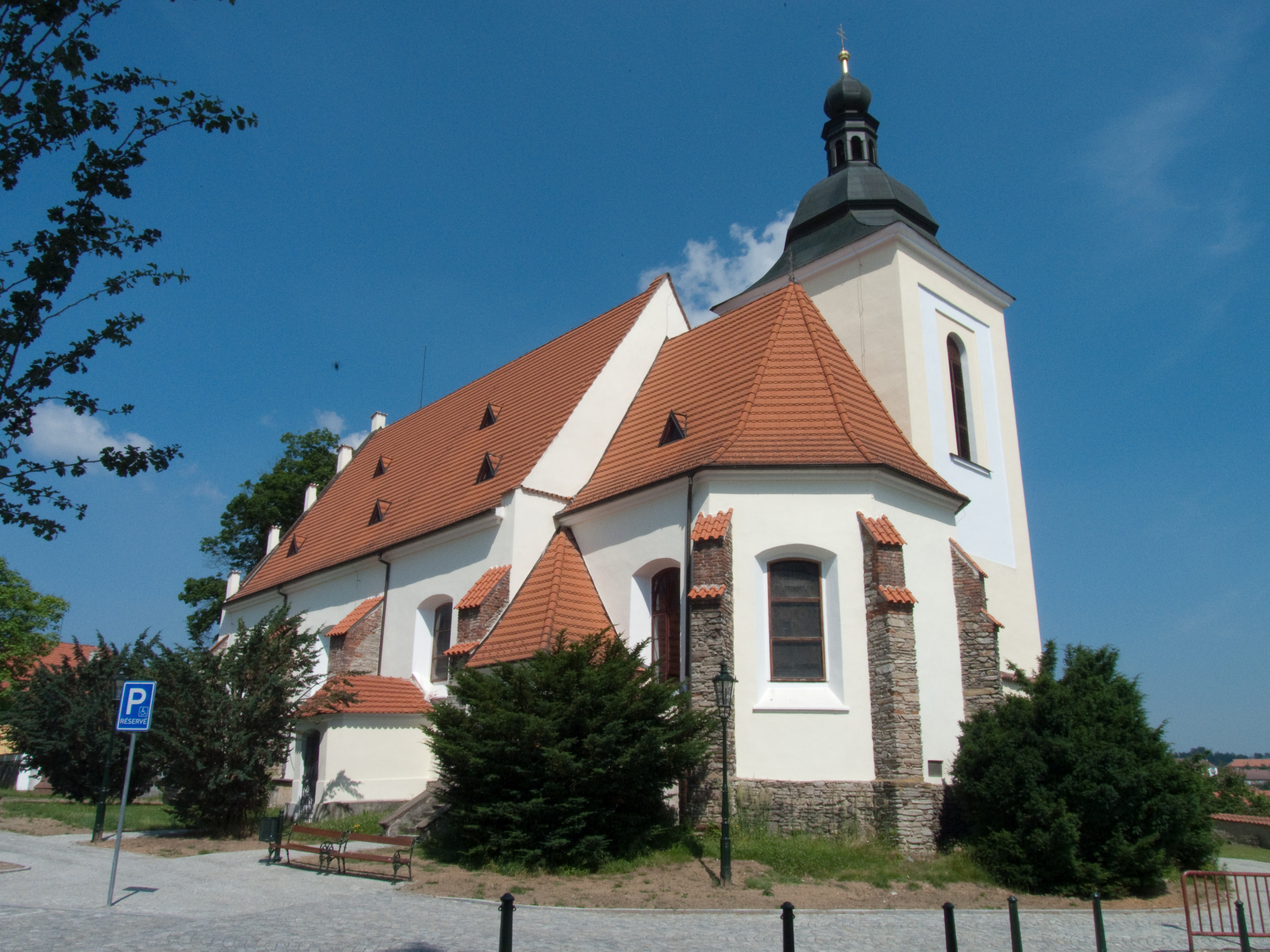
Biserica „Sfântul Egidiu”

În parcul castelului are loc un festival anual, de 1 mai, zi de sărbătoare legală în Cehia.

## Sport
În oraș se află o echipă de fotbal, FC Sellier & Bellot Vlašim⁠(d), care evoluează în Liga Națională de Fotbal Cehă (Fotbalová národní liga, FNL), al doilea nivel al fotbalului ceh.

## Obiective turistice
Principalul obiectiv turistic al orașului este Castelul Vlašim. Castelul, construit inițial în stil gotic, a fost reconstruit în stil renascentist în secolul al XVI-lea. Acesta este înconjurat de o grădină englezească extinsă, cu multe piese de arhitectură romantică, cum ar fi pavilionul chinezesc, Castelul Vechi și cele trei porți ale sale.
Biserica „Sfântul Egidiu” este o clădire în stil gotic târziu, construită în perioada 1522–1523.

## Pictura votivă a lui Jan Očko din Vlašim

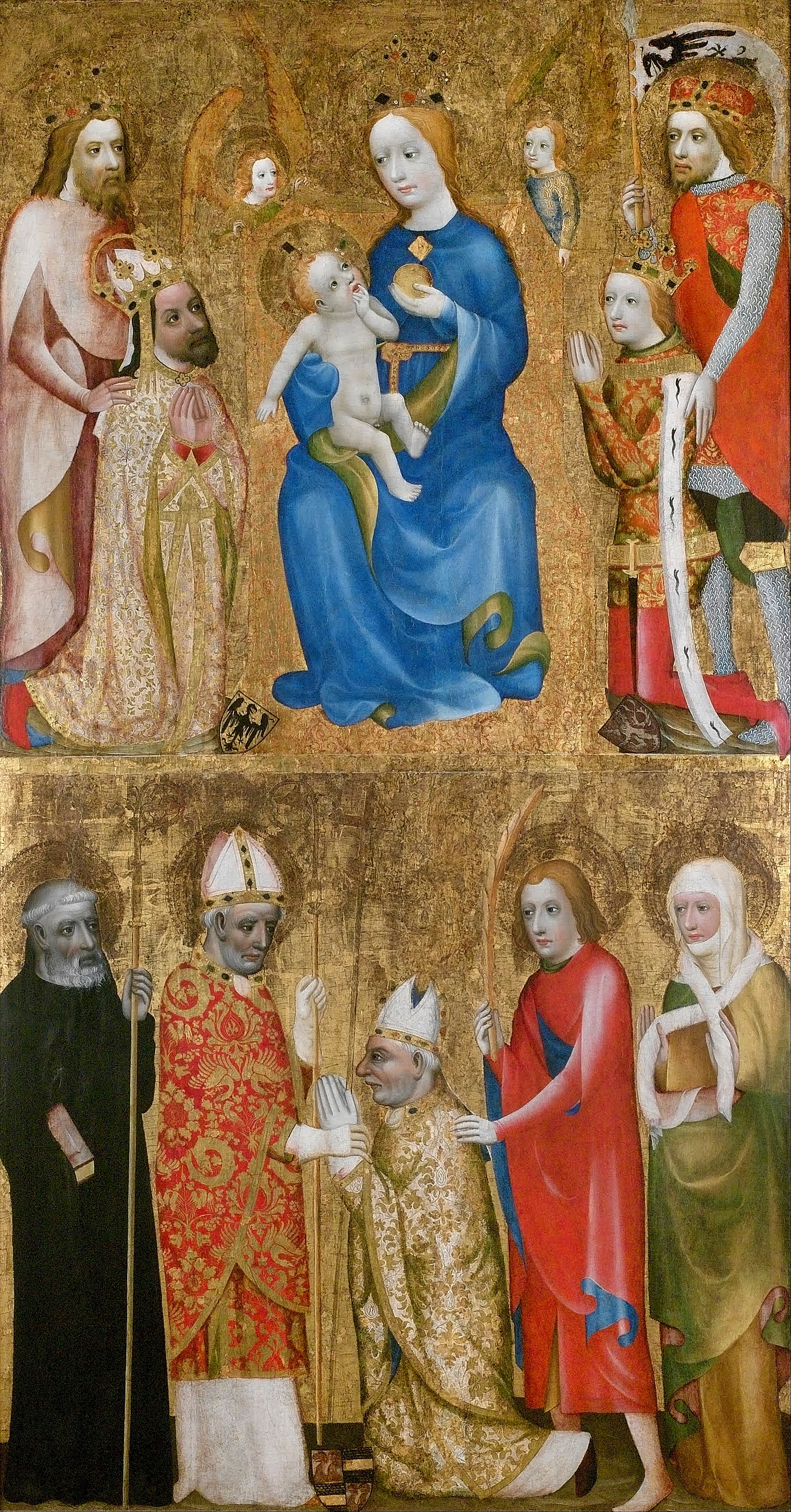
Pictura votivă a lui Jan Očko din Vlašim

Pictura votivă a lui Jan Očko din Vlašim (în cehă Votivní obraz Jana Očka z Vlašimi) este un tablou gotic care se află acum în Galeria Națională din Praga, Cehia. Este una dintre cele mai importante opere de artă realizate în Boemia medievală. Panoul a fost pictat pentru arhiepiscopul de Praga Jan Očko de Vlašim, care este înfățișat în genunchi în fața Sfântului Adalbert de Praga în partea de jos a tabloului (portretul donatorului). Nu se cunosc (cine sunt) autorii picturii. Stilul picturii se regăsește printre lucrările lui Teodoric din Praga și ale Maestrului anonim al altarului din Třeboň (care reprezintă așa-numitul stil frumos, forma central-europeană a goticului internațional).

## Persoane notabile
- Jan Očko de Vlašim (?–1380), arhiepiscop de Praga
- Miluše Poupětová (n. 1963), artistă[28]
- Marcela Krinke-Susmelj⁠(d) (1965–2024), călăreț de dresaj ceho-elvețiană[29]
- Luboš Kozel⁠(d) (n. 1971), fotbalist și antrenor
- Libor Procházka⁠(d) (n. 1974), jucător de hochei pe gheață
- Stanislav Vlček⁠(d) (n. 1976), fotbalist
- Michal Rozsíval⁠(d) (n. 1978), jucător de hochei pe gheață
- Michal Řepík⁠(d) (n. 1988), jucător de hochei pe gheață